# Очёсо-Руднянский сельсовет
Очёсо-Руднянский сельсовет (бел. Ачо́са-Рудня́нскі сельсавет) — упразднённая административно-территориальная единица в составе Добрушского района Гомельской области. Административный центр — деревня Очёсо-Рудня.

## История
После второго укрупнения БССР с 8 декабря 1926 года сельсовет в составе Добрушского района Гомельского округа БССР. С 4 августа 1927 года в составе Ветковского района. 
30 декабря 1927 года сельсовет сельсовет укрупнен, в его состав вошла территория упраздненных Березковского и Круговского сельсоветов. После упразднения окружной системы 26 июля 1930 года в Ветковском районе БССР. С 12 февраля 1935 года в составе восстановленного Добрушского района, с 20 февраля 1938 года — Гомельской области. 
8 января 1965 года центр сельсовета перенесен в деревню Круговка, сельсовет переименован в Круговский.